# 迪亞高·希堅奴
迭戈·伊吉诺·纳西门托（[Diego Higino Nascimento] 错误：{{Lang-xx}}：无效参数：|lang=（帮助），1986年9月14日—），生於巴西薩爾瓦多，巴西足球運動員，司職前鋒，現時效力自由身。

## 球員生涯
伊基諾生於巴西薩爾瓦多。在2016年夏天，他在港超聯球會九巴元朗隊長法比奧推薦下加盟，並於8月27日對陣港會的首場聯賽，取得加盟後的首球，最終協助元朗以6–2勝出。
在2017年1月24日，港超聯班霸傑志與元朗達成協議，借出伊基諾為傑志出戰賀歲盃。期間，他於對陣泰國勁旅蒙通聯的初賽射入扳平一球，最終協助傑志於互射12碼勝出，可是他於對奧克蘭城的決賽前被元朗回收歸隊。
加盟後首季，他在各項賽事上陣22場錄得7球，並協助元朗以聯賽第5名完成球季。可是他於球季後回國加盟州聯賽球會圖巴朗。直到2018年夏天與港超聯球會夢想FC簽約加盟。

## 榮譽
球會
- 聖卡塔琳娜盃冠軍（英语：Copa Santa Catarina）（2017年）
- 巴伊亞州州長亞軍（葡萄牙语：Copa Governador do Estado da Bahia）（2014年）

## 外部連結
- Diego Higino （页面存档备份，存于）
- Diego Higino （页面存档备份，存于）
- Diego Higino （页面存档备份，存于）